# Kraljevski nizozemski nogometni savez
Kraljevski nizozemski nogometni savez (niz.: Koninklijke Nederlandse Voetbalbond, kratica: KNVB) je krovno tijelo nogometnih ustanova i natjecanja u Nizozemskoj. Organizira glavne nizozemske nogometne lige (Eredivisie i Eerste Divisie), amaterske lige, kup i nizozemsku reprezentaciju. Sjedište mu se nalazi u općini Zeist.
Osnovan je 8. prosinca 1889. godine. Jednim je od utemeljitelja FIFA-e 1904. godine. Dotad su nizozemska nogometna prvenstvena natjecanja već postojala od prije kao neslužbena već cijelo desetljeće.
Predsjednik od 2008. je Michael van Praag.

## Vanjske poveznice
- KNVB.nl Službene stranice (nizoz.) / (engl.)
- Povijest nizozemskog nogometa (nizoz.)
- FIFA  Arhivirana inačica izvorne stranice od 17. listopada 2018. (Wayback Machine) Nizozemska
- UEFA Nizozemska